# Жан Гастон Дарбу
Жан Гастон Дарбу (фр. Jean Gaston Darboux; Ним, 14. август 1842 — Париз, 23. фебруар 1917) био је француски математичар. У више наврата је допринео геометрији и математичкој анализи. Он је написао биографију Анрија Поенкареа.
Докторирао је на Вишој нормалној школи 1866. године. Године 1884. постао је члан Академије наука, а 1900. године, постао је стални секретар Академије.
Много ствари је названо по Дарбуу:
- Дарбуов интеграл
- Дарбуова функција
- Дарбуова теорема у топологији
- Дарбуова теорема у реалној анализи
- Кристофел-Дарбуов идентитет[2]
- Кристофел-Дарбуова формула[3]
- Дарбуова формула[4]
- Дарбуов вектор[5]
- Ојлер-Дарбуова једначина[6]
- Ојлер-Поасон-Дарбуова једначина[7]
- Дарбуов куб[8]
- Дарбуов или Гурсаов проблем[9]